# Megapora ringens
Megapora ringens is een mosdiertjessoort uit de familie van de Calloporidae. De wetenschappelijke naam van de soort is, als Lepralia ringens, voor het eerst geldig gepubliceerd in 1856 door Busk.